# Matos Maia
José Matos Maia (Lisboa, 1931 — 2005) foi um conhecido locutor de rádio português. Adaptou para a rádio portuguesa a conhecida emissão "Guerra dos Mundos" de Orson Welles.
Também apresentou outros programas como Quando o Telefone Toca e Telefone Top. Escreveu o livro "Telefonia" onde agrupa muitos dados relacionados com a Rádio em Portugal.